# Марада
Ма́рада (араб. تيار المردة‎) — ливанская консервативная правоцентристская политическая партия, созданная на основе одной из правохристианских милиций. Активно участвовала в гражданской войне, занимала особое положение, изолированное в правохристианском лагере. Выражает политические интересы влиятельного маронитского клана Франжье. Традиционно стоит на просирийских позициях.

## Клановая милиция
Название происходит от мардаитов — арамейских христианских общин VII века, основанных в Горном Ливане после мусульманского завоевания нынешней Сирии. Марада считалось своеобразным государством Раннего Средневековья, Византийской империи. (В арабо-мусульманских понятиях термин «Марада» имеет негативную коннотацию — он означает патологическую жестокость.)
В 1967 году авторитетный ливанский политик Сулейман Франжье, глава одноимённого маронитского клана, решил преобразовать свою личную охрану в постоянную милицию. Формирование получило название «Марада» — что отражало мнение Франжье о происхождении ливанцев и консервативную идеологию клана. «Марада» (использовались также названия Бригада Марада и Армия освобождения Згарты) являлась орудием контроля Франжье над районом Згарты, силовым ресурсом клана в политической борьбе и экономической конкуренции.

Регионально-клановое движение «Марада» латифундиста Сулеймана Франжье… замыкалась в традициях христианских замков своего северного района.

Общее политическое руководство «Марадой» осуществлял Сулейман Франжье-старший, с 1970 по 1976 являвшийся президентом Ливана. Непосредственно командовали боевиками его сыновья: в 1976—1978 — Тони Франжье, в 1978—1992 — Роберт Франжье.

## В гражданской войне
В апреле 1975 года в Ливане началась гражданская война. Первоначально «Марада» являлась частью правохристианского лагеря (наряду с фалангистской Катаиб, Национал-либеральной партией, Стражами кедров, Танзим), противостоящего «левомусульманскому блоку» (ООП, социалисты, коммунисты, насеристское Мурабитун).
Вооружённые формирования «Марады» насчитывали в 1976 около 3,5 тысячи человек. Эта численность значительно уступала Силам регулирования Катаиб, примерно равнялась национал-либеральной Милиции Тигров и заметно превосходила «Стражей » и «Танзим». Бойцы оснащались со складов правительственной армии и напрямую взаимодействовали с подразделениями, лояльными президенту Франжье (прежде всего республиканской гвардией, непосредственно подчинённой главе государства). На вооружении состояли разные типы стрелкового оружия, крупнокалиберные пулемёты, безоткатные орудия, американские бронетранспортёры М113. «Армия освобождения Згарты» участвовала в боях против «левомусульманского» Ливанского национального движения в Восточном Бейруте и Северном Ливане.
Однако с самого начала «Марада» обособленно держалась в правохристианской коалиции Ливанский фронт. Специфику создавали три главных фактора:
- интересы семейства Франжье, отнюдь не совпадавшие с позициями кланов Жмайель (фалангисты) и Шамун (национал-либералы)
- более консервативная идеология с феодально-аристократическим уклоном
- давние связи Франжье с Сирией и лично президентом Хафезом Асадом

В 1976—1977 правохристиане выступали в альянсе с Сирией против ООП и ливанских левых. Однако с 1978 ситуация изменилась: Ливанские силы вели в Бейруте Стодневную войну против сирийских войск. «Марада» поддержала сирийцев, и Сулейман Франжье принял решение о выходе «Марады» из Ливанского фронта. Это было воспринята как измена правохристианскому делу, совершённая в разгар войны.
Фалангисты попытались установить свои порядки в районах, контролируемых Франжье. Между «Марадой» и Катаиб произошли вооружённые столкновения. 13 июня 1978 фалангистские боевики по приказу Башира Жмайеля совершили Эденскую резню — были убиты Тони Франжье с женой и дочерью и несколько десятков боевиков «Марады». Башир Жмайель назвал эту акцию «социальным бунтом против феодализма».
Сулейман Франжье поклялся отомстить за сына. Отношения между Франжье и Жмайелями, «Марадой» и Катаиб стали непримиримо враждебны. «Армия освобождения Згарты» вступила в прямой союз с сирийскими войсками против «Ливанских сил». Численность вооружённых отрядов «Марады» значительно снизилась и составляла в начале 1980-х около тысячи человек.
В 1982 году «Марада» осудила израильское вторжение в Ливан и бойкотировала избрание Башира Жмайеля президентом Ливана. Сулейман Франжье называл Жмайеля-младшего «потенциальным произраильским диктатором». Франжье изолировал контролируемый «Марадой» район, укрепил союз с Хафезом Асадом и даже начал переговоры о сотрудничестве с палестинскими боевиками. Однако ситуация изменилась после гибели Башира Жмайеля в результате теракта, организованного сирийскими спецслужбами.
В то же время Роберт Франжье во главе «Марады» уделял серьёзное внимание социальному обустройству контролируемых территорий: строительству больниц и школ, налаживанию производства, торговли и денежного обращения, развитию культуры (в особенности — сохранению маронитских памятников).

## Преобразование в партию
Гражданская война завершилась в 1990 установлением сирийской оккупации Ливана. Просирийский клан Франжье и «Марада» оказались в положении привилегированных партнёров оккупационных властей. В 1991 «Марада» была преобразована из военизированной организации в политическое движение.
23 июля 1992 года скончался Сулейман Франжье-старший. Председателем «Марады» стал его внук, сын убитого Тони Франжье Сулейман Франжье-младший (он избежал гибели в Эденской резне, потому что 13 июня 1978 находился в Бейруте).
«Марада» выступала против Кедровой революции 2005 года, за сохранение сирийского присутствия в Ливане.

Северные горы представляют собой, пожалуй, самый феодальный район страны. В этом анклаве клана Франжье отмеченном памятником, защитными ограждениями и тяжёлыми шагами сильной охраны, посетитель натолкнулся на статую Тони Франжье, сына ливанского президента, который впервые позвал сирийцев на раннем этапе гражданской войны в 1976 году, в качестве щита против палестинцев и мусульманских левых. Тони Франжье, отец нынешнего кандидата, был убит налётом партии Ливанские силы — конкурирующей христианской милиции во главе с Самиром Джааджаа, единственным военачальником того периода, который был заключён в тюрьму.

«Тони-бек», — гордо сказала ответственная за памятник женщина, назвав убитого вождя семейной милиции местным вариантом почётного титула Оттоманской империи — бей, региональный правитель.

«После Бога — Сулейман-бек», — воскликнула восторженная толпа сторонников, когда младший господин Франжье в синей рубашке прибыл, чтобы проголосовать.

В 2006 «Марада» преобразовалась в политическую партию и примкнула к просирийской Коалиции 8 марта — правохристианская антикоммунистическая организация оказалась в блоке с исламистской Хезболла и Ливанской компартией. Впоследствии «Марада» видоизменяла коалиционную политику, но всегда примыкала к блокам, лояльным Дамаску, жёстко противостояла антисирийской Коалиции 14 марта. Длительное время Сулейман Франжье выступал как политический союзник генерала Мишеля Ауна.
Действующая программа «Марады» выдержана в правоцентристской и общедемократической тональности. Декларируется приверженности универсальным человеческим ценностям, независимость и суверенитет Ливана, свободная экономика, социальная поддержка, равноправие женщин; отвергаются любые планы федерализации Ливана (нарушение целостности) и палестинской миграции. В практической же политике «Марада» по прежнему стоит на консервативных и просирийских позициях.
Сохраняется враждебность «Марады» в отношении партий Катаиб и «Ливанские силы», ассоциируемых с наследием Башира Жмайеля. Вооружённые столкновения между активистами «Марады» и «Ливанских сил» отмечались в сентябре 2008. Сулейман Франжье возложил ответственность за кровопролитие на Самира Джааджаа.
На парламентских выборах 2009 партия получила 3 депутатских мандата. В 2015 году Сулейман Франжье рассматривался как кандидат в президенты Ливана, однако в результате неожиданного политического манёвра президентом был избран Мишель Аун — при поддержке Самира Джааджаа.

## Символика
Эмблемой «Марады» является красно-синий щит на белом фоне с изображением ливанского кедра и средневекового меча. Используются также зелёный флаг со знаком π в чёрном кольце.